# Renny Harlin

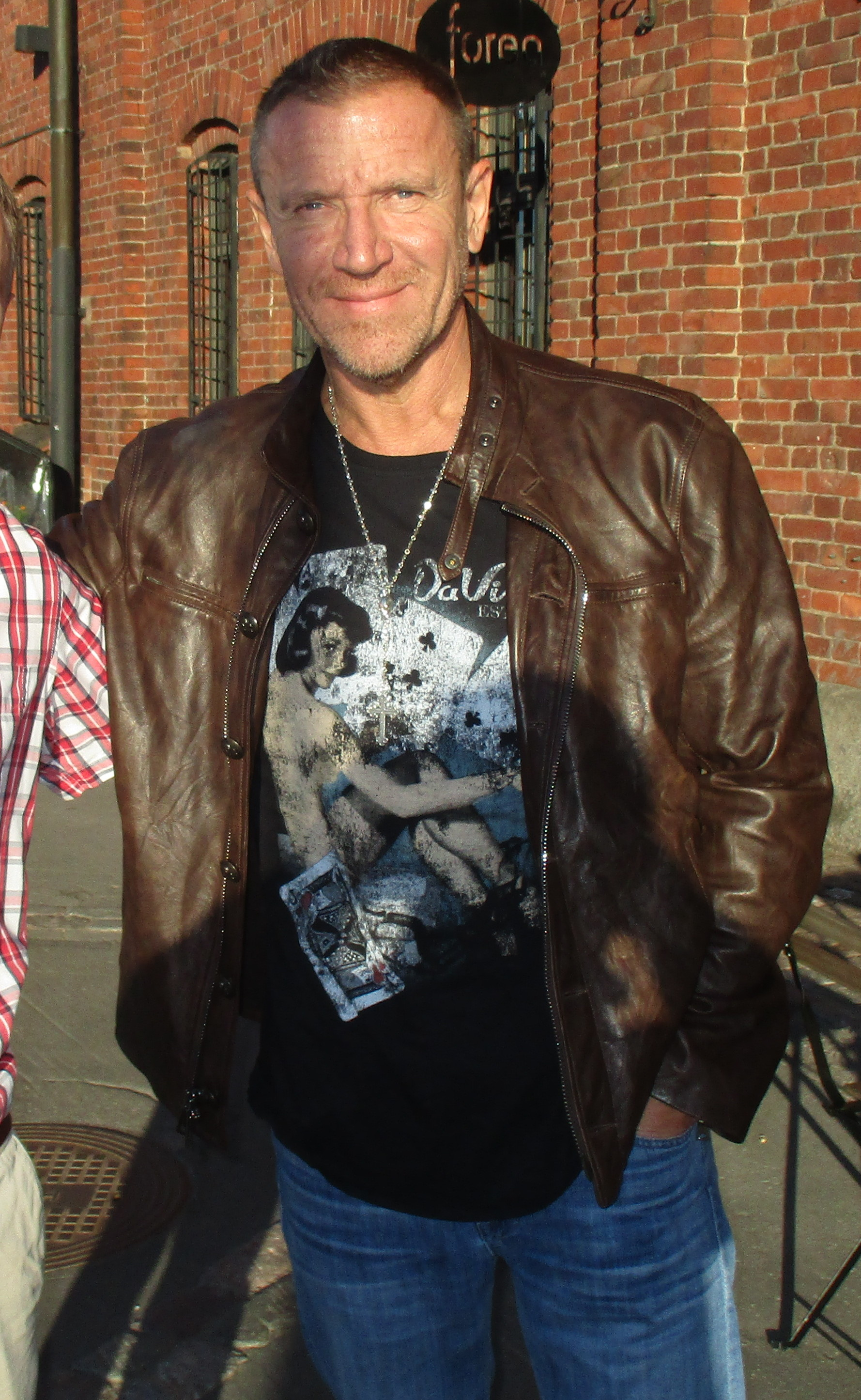
Renny Harlin nel 2017

Renny Harlin all'anagrafe Lauri Mauritz Harjola (Riihimäki, 15 marzo 1959) è un regista, produttore cinematografico e produttore televisivo finlandese.

## Biografia
Nato in Finlandia, da madre infermiera e padre medico, crebbe influenzato dal cinema di Alfred Hitchcock, Sam Peckinpah e Don Siegel, iniziando a farsi notare alla regia dell'horror Prison, con protagonista Viggo Mortensen; in seguito dirige Nightmare 4 - Il non risveglio e 58 minuti per morire - Die Harder. Negli anni novanta diventa uno dei registi e produttori più richiesti da Hollywood; nel 1993 dirige Sylvester Stallone in Cliffhanger - L'ultima sfida, ma quella che sembrava una carriera in ascesa vacilla presto e inizia la sua parabola discendente a causa di alcune scelte sbagliate.
Dirige i film Corsari e Spy, di cui il primo è un clamoroso fiasco al botteghino, mentre il secondo ha avuto maggiore successo: ambedue i film avevano per protagonista la moglie Geena Davis, sposata nel 1993 e da cui ha divorziato nel 1998. Dopo aver diretto Blu profondo del 1999, nel 2001 torna a dirigere Sylvester Stallone in Driven. Nel 2004 dirige il thriller-psicologico Nella mente del serial killer e l'horror L'esorcista - La genesi.

## Filmografia

### Regista

#### Lungometraggi
- Born American (1986)
- Prison (1988)
- Nightmare 4 - Il non risveglio (A Nightmare on Elm Street 4: The Dream Master) (1988)
- Le avventure di Ford Fairlane (The Adventures of Ford Fairlane) (1990)
- 58 minuti per morire - Die Harder (Die Hard 2) (1990)
- Cliffhanger - L'ultima sfida (Cliffhanger) (1993)
- Corsari (Cutthroat Island) (1995)
- Spy (The Long Kiss Goodnight) (1996)
- Blu profondo (Deep Blue Sea) (1999)
- Driven (2001)
- Nella mente del serial killer (Mindhunters) (2004)
- L'esorcista - La genesi (Exorcist: The Beginning) (2004)
- The Covenant (2006)
- Cleaner (2007)
- 12 Round (12 Rounds) (2009)
- Linea nemica - 5 Days of War (5 Days of War) (2011)
- Il passo del diavolo (Devil's Pass) (2013)
- Hercules - La leggenda ha inizio (The Legend of Hercules) (2014)
- Skiptrace - Missione Hong Kong (Skiptrace) (2016)
- The Legend of the Ancient Sword (2018)
- Bodies at Rest (2019)
- The Misfits (2021)
- Reunion 3: Singles Cruise (2021)
- The Bricklayer (2023)
- The Strangers: Capitolo 1 (The Strangers: Chapter 1) (2024)

#### Cortometraggi
- Huostaanotto (1980)
- Kohtauspaikka (1981)

#### Serie TV
- Gladiaattorit, 21 episodi (1993-1994)
- Burn Notice - Duro a morire (Burn Notice), 4 episodi (2011-2012)
- White Collar, 1 episodio (2012)
- Covert Affairs, 1 episodio (2012)
- Graceland, 3 episodi (2013)

### Produttore

#### Lungometraggi
- Rosa Scompiglio e i suoi amanti (Rambling Rose), regia di Martha Coolidge (1991)
- Ciao Julia, sono Kevin (Speechless), regia di Ron Underwood (1994)
- Corsari (Cutthroat Island) (1995)
- Mistrial, regia di Heywood Gould – film TV (1996) – esecutivo
- Spy (The Long Kiss Goodnight) (1996)
- Sbucato dal passato (Blast from the Past), regia di Hugh Wilson (1999)
- Driven (2001)
- Nella mente del serial killer (Mindhunters) (2004) - esecutivo
- The Resident, regia di Antti Jokinen (2011) - esecutivo
- Linea nemica - 5 Days of War (5 Days of War) (2011)
- Il passo del diavolo (Devil's Pass) (2013)
- Hercules - La leggenda ha inizio (The Legend of Hercules) (2014)

#### Cortometraggi
- Kohtauspaikka (1981)
- The Foot Shooting Party (1994)

#### Serie TV
- Gladiaattorit, 53 episodi (1993-1994)